# منتزعة الكبريت الراسبية البحرية
منتزعة الكبريت الراسبية البحرية (الاسم العلمي: Desulfovibrio marinisediminis) هي نوع من البكتيريا، سلبية الغرام، تتبع جنس منتزعة الكبريت.